# Кербер (пьеса)
«Кербер» (др.-греч. Κέρβερος) — пьеса древнегреческого драматурга Софокла на тему из древнегреческих мифов. Её текст практически полностью утрачен.
Кербер в греческой мифологии — трёхглавый пёс, стороживший вход в царство мёртвых. Сохранился только один короткий фрагмент пьесы — «...Там мертвых лишь переправляют души». Антиковеды полагают, что это произведение можно отождествить с трагедией Софокла «Геракл», в которой рассказывалось о походе заглавного героя в Аид за Кербером по приказу Еврисфея. Поскольку, по данным ряда источников, герой спустился в Аид на мысе Тенар в Лаконике, многие учёные отождествляют пьесу ещё и с сатировской драмой того же автора «На Тенаре», текст которой тоже почти полностью утрачен.